# Route 820 (Nouveau-Brunswick)
Pour les articles homonymes, voir Route 820.
La route 820 est une route locale du Nouveau-Brunswick située dans le sud de la province, à l'est de Saint Jean. Elle traverse une région mixte, tant boisée que vallonneuse. De plus, elle mesure 30 kilomètres, et est pavée sur toute sa longueur.

## Tracé
La 820 débute à Loch Lomond, sur la route 111, tout juste à l'est de l'aéroport de Saint-Jean. Elle commence par suivre le lac Lomond, puis elle traverse ensuite Primrose et Barnesville. Elle suit ensuite la rivière Hammond en se dirigeant vers l'est, puis elle se termine à Upperton, sur la route 111 à nouveau.

## Intersections principales
| route 820           |             |    |                                     |                         |
| Comté               | Location    | km | Intersection/Destinations           | Notes                   |
| Comté de Saint-Jean | Loch Lomond | 0  | R-111, Saint Jean, Fairfield        | extrémité sud de la 820 |
| Comté de Kings      | Upham       | 23 | Chemin Titusville ouest, Titusville |                         |
| Comté de Kings      | Upperton    | 30 | R-111, Fairfield, Sussex            | extrémité est de la 820 |